# Jack Higgins
Jack Higgins, seudónimo principal de Harry Patterson (Newcastle upon Tyne, Northumberland, 27 de julio de 1929 - Jersey, Islas del Canal, 9 de abril de 2022) fue un novelista, escritor y guionista británico, uno de los autores más vendidos del género thriller y novelas de espionaje. Su libro Ha llegado el águila (1975) vendió más de cincuenta millones de copias y tuvo una adaptación al cine bajo el mismo nombre.

## Biografía
Apenas nació, se mudó a Belfast (Irlanda del Norte) donde creció. Tiene un año cuando su padre abandona a su familia y doce cuando su madre se vuelve a casar y lo lleva a vivir a Leeds.
Patterson resultó ser un alumno mediocre y dejó la escuela a la edad de quince años y luego pasó a varios oficios, antes de partir para el ejército en Alemania (entonces todavía ocupada, luego, desde 1948/49, dividida en dos estados). Fue allí donde descubrió su inteligencia superior durante una prueba de coeficiente intelectual (donde obtuvo 147). A su regreso del ejército, decidió volver a estudiar sociología en la prestigiosa London School of Economics mientras trabajaba como conductor, granjero o incluso ayudando en un circo (de 1950 a 1958). Se convirtió en profesor después de haber seguido la formación necesaria en Leeds ) y comenzó a escribir novelas de aventuras.
Sus primeras novelas, mezclando aventuras, espionaje e investigaciones policiales , no tuvieron el éxito esperado al principio. Sin embargo, publicó más de treinta y cinco cuentos entre 1959 y 1974 (a veces tres o cuatro por año), ya sea con su nombre real, o con varios seudónimos: Martin Fallon, James Graham o Hugh Marlowe. Sin embargo, obtuvo un éxito relativo a finales de la década de 1960 y principios de la de 1970, habiendo evolucionado su estilo con mayor realismo en los escenarios de sus historias. 
Dejó su puesto de profesor en 1970 , y fue también por esta época cuando adoptó su seudónimo de Jack Higgins (que en realidad era uno de sus tíos irlandeses).
El éxito financiero finalmente llega al escritor en 1975 con la publicación de The Eagle Has Landed (Ha llegado el águila) que narra el intento de secuestro de Winston Churchill por parte del Tercer Reich. 
La originalidad de la historia y los personajes (incluido el héroe Liam Devlin, ambos Soldado, filósofo y poeta irlandés) venden más de 10 millones de copias en todo el mundo. Siguió una serie de thrillers ambiciosos y de buena calidad en los que reaparece Liam Devlin. 
Algunas de sus novelas fueron adaptadas para cine o televisión. El novelista se hizo rico rápidamente y se mudó a la isla de Jersey debido a las altas tasas impositivas británicas.